# 이동복 (1937년)
이동복(李東馥, 1937년 9월 26일 ~ )은 대한민국의 정치인이다. 제15대 국회의원을 지냈다. 천주교 세례명은 베드로이다. 강원도 출신.

## 생애

### 초기 활동
강원도 원주에서 태어났다. 경기고등학교를 졸업한 그는 서울대 정치학과를 다니던 중 한국일보에 입사하여 기자가 되었다. 서울대학교 정치학과 졸업 후 1971년까지 한국일보의 기자로 근무하며 한국일보외신부 차장이 되었다가 사직했다. 73년 그는 당시 남북조절위원회 남측 부대표로 일한 한국일보 장기영 사장의 추천으로 남북조절위 대변인으로 남북대화와 인연을 맺기 시작했다. 이때부터 10년간 그는 남북대화 업무를 도맡아왔다.

### 군사 사료 수집과 전쟁기념관 개관 노력
70년대말 김재규 중앙정보부장 특보(당시는 1급)로 일할 때는 여의도에 초대형 한국전쟁 기념관을 건립한다는 야심찬 계획을 추진하기도 했다. 당시 안기부의 해외정보망을 통해 수집한 전쟁 관련 자료들은 대부분 육군사관학교 軍史 자료실에 보관되어 있다.
10.26으로 김재규가 체포된 뒤 그도 합수부의 조사를 받았지만 워낙 정치색 없이 대북관계 실무에만 전념해온 관계로 별 탈없이 풀려났다고 한다. 중앙정보부 남북대화사무국장을 맡고 있던 그는 전두환 대통령이 중앙정보부를 약화시키는 차원에서 대화사무국(현 남북회담사무국)을 통일원으로 편입시키자 초대 국장을 맡았다. 그러나 당시 이범석 국토통일원장관과 갈등이 계속되면서 그만두었다.
민간인이 되자 삼성그룹 이병철 회장의 스카우트를 받았다. 이회장은 영어를 잘하고 기획력과 추진력이 강한 이씨를 그룹회장 고문으로 앉혔다.  이후 그는 삼성항공 부사장, 삼성의료기 사장을 역임했다. 그러난 기업인으로 지내는 동안에도 남북회담에 대한 열정은 식지 않아‘삼성에 있으면서도 삼청동 남북회담사무국 쪽만 쳐다보고 있었다’고 한다.

### 남북 대화 사업
1988년 13대 총선에서 서초을구에 출마했다가 김덕룡 후보에게 패한 뒤, 기자시절부터 잘알고 지내던 김재순 당시 국회의장의 비서실장으로 잠시 자리를 옮겼다가 안기부장 특보를 맡으면서 다시 꿈에 그리던 남북회담 일을 시작했다. 그의 직책으로 민족통일연구원장, 통일원 차관, 안기부장 특보가 거론됐는데 처음에는 민족통일연구원장으로 내정됐다가 막판에 안기부장 특보로 낙착됐다고 한다. 이때부터 그는 본격적으로 대북정책에 깊이 개입하기 시작했다. 특히 그의 특보실은 40여 명으로 인원이 확대되어 대북전략의 중추역할을 하게 됐다.
1992년 10월 국회에서 터진 ‘훈령 무시 사건’과 그때 단행된 안기부 특보실 축소를 바라보면서 많은 사람이 그의 정치적 몰락을 점쳤다. 그러나 그는 다시 남북회담 대표로 복귀하였다.

### 훈령 왜곡 사태
1992년 남북고위급회담의 대변인이었다. 그는 이른바 "이동복 훈령 조작 사건"의 주역이었다. 이산가족 문제 해결에 대한 대통령의 지침을 받기 위해, 평양의 상황실은 서울로 청훈(請訓)하였는데, 서울로부터 답변이 없음에도 불구하고, 이동복은 엉뚱한 훈령을 정원식 대표에게 보고했다.
1992년 10월 22일 국회 외무통일위 국정감사에서 이부영의원(민주)이 폭로한 이른바 훈령 무시 사건이 문제가 되었다. 당시 공개된 사건 개요는 이렇다.  정부는 그 해 9월 평양에서 열린 제8차 남북총리회담중 반드시 노부모 고향방문단 교환이 성사되도록 평양에 가있는 회담 대표단에 ‘동진호 선원 송환 요구’를 철회하라는 전문을 보냈다. 당시 그는 이 훈령을 무시하고 대표단장인 정원식 총리 및 다른 대표들에게 이를 전하지 않았으며 자신이 주도한 협상에서 선원 송환 요구를 끝까지 주장하였다. 그리고 회담은 결렬되었다.
1993년 당시 정부 내에서는 고위급호담 대표 선임과정에서 이특보를 포함시킬 것인지를 놓고 심각한 토론이 벌어졌다고 한다.  익명을 요구한 정부 고위 관리는 “이번 대표단이 약체라는 지적이 있었다.  황총리는 남북회담이 처음이고 송영대 통일원 차관도 적십자회담 전문이지 정치. 군사쪽은 아무래도 약하다.  그래서 실무진이 이동복씨를 강력히 밀었고 뭔가 ‘허전하다’고 생각한 황총리가 이특보를 회담대표에 포함시킨 것 같다”라고 밝혔다.

## 학력
- 경기고등학교 졸업
- 서울대학교 문리과대학 문학부 정치학 중퇴

## 이력
- 강원도 원주군 출신
- 한국일보 기자
- 한국일보 외신부 차장
- 1971년∼1972년 중앙정보부 남북적십자회담사무국 회담운영부장
- 1972년∼1982년   남북조절위원회 대변인
- 1973년∼ 중앙정보부 남북회담사무국 공보실장
- 1980년 남북총리회담 준비회담 대표/대변인
- 1979년∼1980년 국가안전기획부(중앙정보부) 남북회담사무국장
- 1980년∼1982년 국토통일원 남북대화사무국장
- 1982년 이병철 회장 고문
- 1982년∼1988년 삼성그룹 재직
- 1988년 ∼1990년 국회 근무
- 1991년 -1993년 국가안전기획부 부장 제1특별보좌관 (차관급)
- 1991년 -1992년 국무총리 특별보좌관 (차관급) 겸임
- 1994년 ∼1996년 연구소 연구원
- 1996년 ∼2000년 제15대 국회의원 [자유민주연합 소속/전국구]
- 1998년 ∼1999년 자유민주연합 당무위원
- 2000년 ~ 2003년 명지대학교 객원교수[3]
- 북한민주화포럼
- 2014년 3월 ~ : 자유민주연구원 명예고문

## 상훈
- 보국훈장 천수장(1976)
- 홍조 근정훈장(1982)
- 황조 근정훈장(1992)

## 평가와 비판
그는 지지자보다 훨씬 많은 반대자를 갖고 있다.  이씨에 대해 비판적인 사람들이 가장 문제삼는 것은 ‘북한을 적으로 규정하고 적대적 힘의 우위노선을 펴는 ’그의 시각이다.  기독교권에서 진보적 통일운동을 하는 한 목사는 “이씨를 초청하여 강연을 들은 적이 있다.  그는 우리에게 ”당신들은 성직자이기 때문에 남북대화가 화해를 위한 것이라고 생각할지 모른다.  그러나 남북대화는 그렇게 낭만적인 것이 아니다.  그것은 대북한 우위를 선점하기 위한 수단일 뿐이다‘라고 말했다“고 전했다.  그는 ”이씨야말로 남북관계의 진전을 가로막는 장애자이다“라고 주장했다.
당시 그의 행동은 정부내에서 별다른 문제가 되지 않았다.  그러나 재야나 야당측에서는 그를 ‘남북대화를 좌초시킨 장본인’이라고 낙인찍고 비판을 멈추지 않았다.

## 기타
서울에서 평양으로 보내는 훈령은 암호전문으로 만들어지는데 이는 수행한 안기부 요원만이 해독할 수 있다. 해독된 훈령은 메모형식으로 작성되어 협상 테이블에 앉은 회담대표의 호주머니에 넣어진다.  그런데 그 시점이 회담이 이미 결판이 나버렸거나 입장을 번복하기 어려운 상황일 경우에는 메모지에 씌어있는 훈령을 펴보지도 못한 채 의자에서 일어나야 한다.  실제로 이같은 ‘기술적 이유’로 인한 문제들이 간혹 생겨난다고 한다.

## 같이 보기
| - 자유민주연합 - 삼성그룹 - 박관수 - 조갑제 - 지만원 - 홍일식 - 홍관희 - 송복 - 김동길 - 박홍 - 홍관희 - 홍일식 | - 명지대학교 - 김대중 - 이도형 - 서정갑 - 오제도 - 이병철 - 선우종원 - 김성욱 - 김필재 - 박찬성 - 노재봉 | - 박정희 - 이후락 - 김구 - 복거일 - 이주천 - 김대중 - 선우휘 - 반공주의 - 이상돈 - 전원책 - 조선일보 |

## 역대 선거 결과
| 실시년도 | 선거  | 대수 | 직책     | 선거구 | 정당         | 득표수      | 득표율         | 순위       | 당락 | 비고 |
| -------- | ----- | ---- | -------- | ------ | ------------ | ----------- | -------------- | ---------- | ---- | ---- |
| 1996년   | 총선  | 15대 | 국회의원 | 전국구 | 자유민주연합 | 3,178,474표 | \| \| 16.2% \| | 전국구 8번 |      | 초선 |
|          | 16.2% |      |          |        |              |             |                |            |      |      |

## 같이 보기
- 대한민국 제15대 국회의원 선거 자유민주연합 후보 목록#전국구
- 대한민국의 국회의장비서실장

## 가족 관계
- 배우자: 이상희 ( ~ 2023년 5월 14일)
  - 슬하: 이승원, 이계원